# Desmodora cincta
Desmodora cincta är en rundmaskart som först beskrevs av Nathan Augustus Cobb 1920.  Desmodora cincta ingår i släktet Desmodora och familjen Desmodoridae. Inga underarter finns listade i Catalogue of Life.